# 773年
| 千纪： | 1千纪                                                                                           |
| 世纪： | 7世纪 \| 8世纪 \| 9世纪                                                                         |
| 年代： | 740年代 \| 750年代 \| 760年代 \| 770年代 \| 780年代 \| 790年代 \| 800年代                       |
| 年份： | 768年 \| 769年 \| 770年 \| 771年 \| 772年 \| 773年 \| 774年 \| 775年 \| 776年 \| 777年 \| 778年 |
| 纪年： | 癸丑年（牛年）；唐大曆八年；南诏长寿五年；日本寶龜四年；渤海国大興三十六年                      |

## 大事记
- 查理曼翻越阿尔卑斯山，占领维罗纳，抓获卡洛曼的家室，攻占伦巴第首都帕维亚，狄西德里乌斯就擒。伦巴第由加洛林王朝派出大批法兰克贵族接管，实质上灭亡。

## 出生
- 柳宗元